# Phogna - The Dark Side of the Skiantos
Phogna - The Dark Side of the Skiantos è un EP degli Skiantos pubblicato nel 2009.

## Tracce
1. Miasmi intimisti
2. Uno di questi giorni ti sposerò (cover da Luigi Tenco)
3. Non c'è verso
4. Deserto di parole

## Formazione
- Roberto "Freak" Antoni - voce
- Fabio "Dandy Bestia" Testoni - chitarra
- Luca "Tornado" Testoni - chitarra
- Massimo "Max Magnus" Magnani - basso
- Gianluca "Giangi La Molla" Schiavon - batteria

### Altri musicisti
- Pippo "Il Grande" Guarnera - organo hammond
- Carlo "Charlie Molinella" Atti - sassofono
- Marco Boni - violoncello
- Barbara Ostini - viola
- Claudia Sarti - violino
- Alessandro Fattori - violino